# Gaius Plautius Venox
Gaius Plautius Venox, född omkring 385 f.Kr., död efter 341 f.Kr., var en romersk plebej som var konsul i Rom första gången år 347 f.Kr. tillsammans med Titus Manlius Imperiosus Torquatus.
Han var konsul för andra gången år 341 f.Kr. denna gång tillsammans med Lucius Aemilius Mamercinus Privernas.